# 索斯皮罗
索斯皮罗（義大利語：Sospiro），是意大利克雷莫纳省的一个市镇。总面积19平方公里，人口3114人，人口密度163.9人/平方公里（2009年）。国家统计（ISTAT）代码为019099。